# 金·韋恩斯
金·尼科爾·韋恩斯（英語：Kim Nichole Wayans，1961年10月16日—）是美國女演員、活動家、喜劇演員、製片人、作家和導演。韋恩斯是基伦·埃弗瑞·韦恩斯、戴蒙·韋恩斯、馬龍、西恩和納迪亞·韋恩斯的姐姐。她最出名的是她在福斯小品喜劇節目《活色生香 (1990年電視劇)》（1990-94）和《在房子》（1995-98）中的飾演托尼亞哈里斯，韋恩斯也是著名的韋恩斯家族的長女。

## 早期生活
Wayans 出生於紐約市，是超市經理豪厄爾·斯托頓·韋恩斯（英語：Howell Stouten Wayans）和埃爾維拉·阿萊西亞（英語： Elvira Alethia ，原姓 Green）的女兒。她的家人是耶和華見證人。她和她的家人住在紐約的雀兒喜。

## 外部連結
- Kim Wayans在互联网电影资料库（IMDb）上的資料（英文）